# Cañuelas FC
Der Cañuelas Fútbol Club ist ein argentinischer Fußballverein aus Cañuelas (Partido Cañuelas) im Ballungsraum von Buenos Aires. Der Verein wird auch Los Tameros oder El Rojo genannt.

## Geschichte
Der Cañuelas FC wurde 1911 von Joaquín Marcos Muñoz, Lehrer am Colegio No 1, und seinen Schülern gegründet, um den sportlichen Aktivitäten offiziellen Charakter zu geben. Der Verein spielte lange Zeit auf lokaler Ebene und trat erst 1975 dem offiziellen Fußballverband AFA bei. 1996 gelang dem Klub der erste Aufstieg, von der Primera D in die Primera C. 2014 gelang der erneute Aufstieg in die Primera C, nachdem das Team 2009 abgestiegen war. In der Saison 2020 gewann der Cañuelas FC die Meisterschaft und stieg in die Primera B Metropolitana auf. Der Klub konnte sich vier Jahre in der dritten Spielklasse halten, stieg jedoch 2024 als Tabellenletzter wieder in die Primera C ab.

## Stadion
Seine Heimspiele trägt der Cañuelas FC im 3000 Zuschauer fassenden Estadio Jorge Alfredo Arín aus. Das Stadion wurde 1931 eröffnet.

## Erfolge
- Meister der Primera C: 2020